# 규히

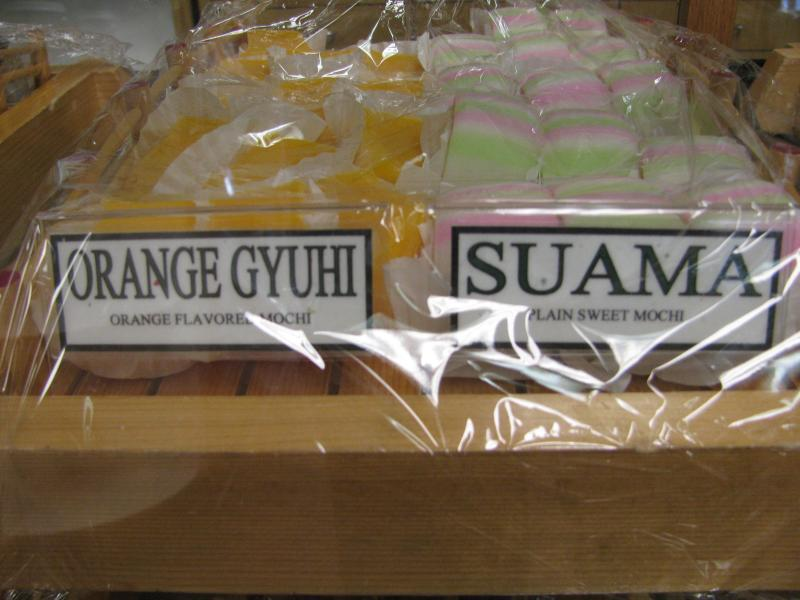

규히(求肥, ぎゅうひ)는 찹쌀가루에 물엿, 설탕 등을 넣고 졸이면서 반투명이 될 때까지 개어 얇게 빚은 일본 과자이다.